# Eduard Revniaga
Eduard Revniaga (* 31. Juli 1972) ist ein ehemaliger israelisch-lettischer Eishockeyspieler und derzeitiger -trainer, der einen Großteil seiner Karriere bei Monfort Ma’alot in der israelischen Eishockeyliga unter Vertrag stand. Sein Sohn Mark ist ebenfalls israelischer Eishockeynationalspieler.

## Karriere
Eduard Revniaga begann seine Karriere in seinem Geburtsland Lettland, wo er zwei Jahre für den SK LSPA/Riga in der dortigen Eishockeyliga spielte. Ab 1996 spielte er in der israelischen Eishockeyliga, wo er zunächst beim HC Metulla auf dem Eis stand. 1999 gewann er mit dem Klub aus Israels nördlichster Ortschaft den Landesmeistertitel. Anschließend wechselte er zu Monfort Ma’alot, mit dem er 2000, 2002 und 2003 erneute israelischer Meister wurde. Von 2005 bis 2007 spielte er für die Haifa Hawks und konnte mit dem Klub von der Mittelmeerküste zwei weitere Meisterschaften erringen. Anschließend kehrte er nach Ma’alot zurück und gewann mit Monfort 2010 seinen insgesamt siebten Titel. 2013 beendete er dort seine Karriere.

### International
Nach seiner Alija debütierte Revniaga für Israel bei der D-Weltmeisterschaft 1997. Auch 1998, 1999 und 2000 spielte er in der D-Gruppe der Weltmeisterschaften. Nach der Umstellung auf das heutige Divisionensystem stand er 2001, 2002, 2003, 2004, 2005, 2007, 2009 und 2010 in der Division II. Bei der Weltmeisterschaft 2006 spielte er mit der israelischen Auswahl in die Division I. Dort waren die Männer mit dem Davidstern auf der Brust aber überfordert und stiegen ohne Punktgewinn und mit einem Torverhältnis von 3:47 umgehend wieder ab.

### Trainerlaufbahn
Bereits während seiner aktiven Karriere war Revniaga auch als Trainer tätig. So betreute er die israelische U18-Auswahl bei der Weltmeisterschaft 2000 in der Europa-Division 2 und bei der Weltmeisterschaft 2015 in der Division III als Assistenztrainer sowie bei der Weltmeisterschaft 2003 ebenfalls in der Division III als Cheftrainer. Als Israel bei der Weltmeisterschaft 2016 erstmals seit knapp 20 Jahren wieder eine U20-Auswahl meldete, war er auch dort sowie 2017 und 2018 Assistenztrainer des Teams, das in der Division III spielte. Dieselbe Tätigkeit übte er auch für die Nationalmannschaft der Herren bei der Weltmeisterschaft 2011 in der Division III und der Weltmeisterschaft 2018 in der Division II aus.
Auf Klubebene ist Revniaga seit 2013 Cheftrainer von Monfort Ma’alot in der israelischen Eishockeyliga.

## Erfolge und Auszeichnungen
- 1999 Israelischer Meister mit dem HC Metulla
- 2000 Israelischer Meister mit Monfort Ma’alot
- 2000 Aufstieg in die Division II bei der D-Weltmeisterschaft
- 2002 Israelischer Meister mit Monfort Ma’alot
- 2003 Israelischer Meister mit Monfort Ma’alot
- 2005 Aufstieg in die Division I bei der Weltmeisterschaft der Division II, Gruppe B
- 2006 Israelischer Meister mit den Haifa Hawks
- 2007 Israelischer Meister mit den Haifa Hawks
- 2010 Israelischer Meister mit dem HC Ma’alot
- 2011 Aufstieg in die Division II, Gruppe B, bei der Weltmeisterschaft der Division III (als Co-Trainer)
- 2018 Aufstieg in die Division II, Gruppe B, bei der U20-Weltmeisterschaft der Division III (als Co-Trainer)